# 腾冲腹链蛇
腾冲腹链蛇（学名：Hebius septemlineatus），一种分布于中国云南省西部腾冲市等地区的爬行动物，隶属于水游蛇科东亚腹链蛇属。本种过去长期与八线腹链蛇（H. octolineatus）相混淆，2021年研究人员基于形态学和分子数据的分析，恢复了本种的有效性。

## 鉴别特征
腾冲腹链蛇尾长与全长之比为23.5%－25.6%；鼻间鳞前部变窄；鼻鳞二分，相互接触；鼻孔侧位；颊鳞近四边形，高度大于宽度，不入眶；上唇鳞通常8枚；眶前鳞1或2枚；眶后鳞通常3枚；颏鳞三角形；下唇鳞9或10枚，首对相互接触，第1至第4枚下唇鳞与前颔片相接；背鳞19-19-17行；背鳞在第3和第4行及腹鳞第97-101枚处行数从19减至17；腹鳞164-175枚；尾下鳞80－96，成对；肛鳞二分；体侧各有四条背纹，不包括腹外侧条纹；腹面浅黄色。
本种与八线腹链蛇相似，主要区别在于腹鳞数目（腾冲腹链蛇164-175 vs.八线腹链蛇150－154）；尾下鳞数目（腾冲腹链蛇80-96 vs.八线腹链蛇70－80）；背鳞行数从19减至17行的位置更靠后（腾冲腹链蛇腹鳞第97-101枚处 vs.八线腹链蛇腹鳞第81-86枚处）；腾冲腹链蛇第4和第5上唇鳞为黄色，八线腹链蛇第4和第5上唇鳞黄色带黑色后缘；腾冲腹链蛇脊鳞黄色在头后直接变暗，延伸至尾基部，八线腹链蛇背部为单灰棕色。

## 保护
本种于2023年被收录入《有重要生态、科学、社会价值的陆生野生动物名录》。